# AZART
Antenowa Instalacja Zbiorcza – system dystrybucji sygnału radia i telewizji w budynkach, gdzie używanych jest wiele odbiorników. Rozpowszechniony jest w szczególności w blokach mieszkalnych i budynkach użyteczności publicznej.

## Historia

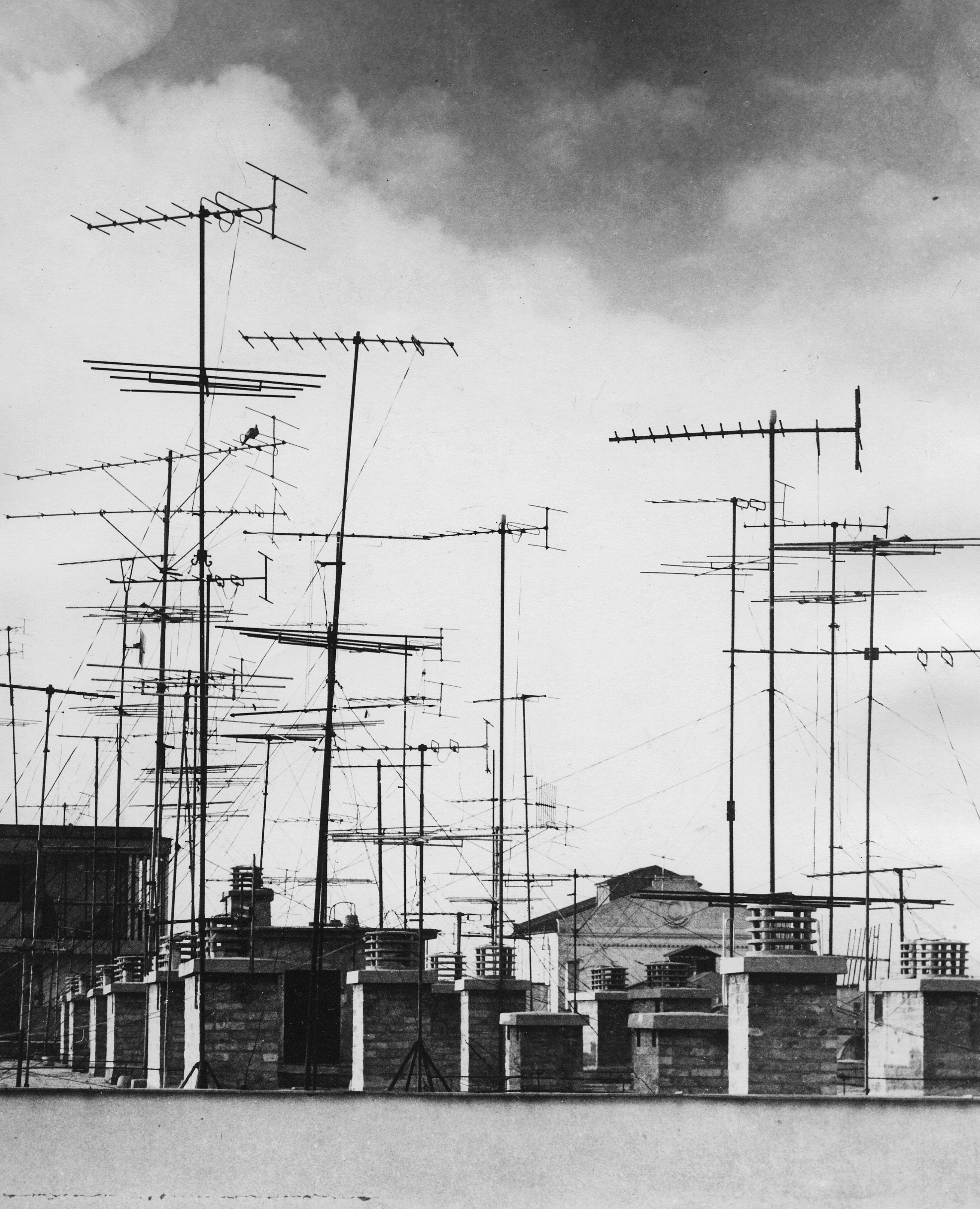
Las anten, Węgry 1966

Rozwój techniki sprawił, że ciągle rosła ilość odbiorników radiowych i telewizyjnych. W celu zapewnienia prawidłowego odbioru w warunkach miejskich, konieczne jest zamontowanie anteny na znacznej wysokości z dala od źródeł zakłóceń radioelektrycznych. Zauważono, że taka liczba zamontowanych anten szybko przerosłaby możliwości wykorzystania powierzchni dachów, a las anten wywierałby negatywny wpływ na estetykę miast. Dlatego od lat 60. XX w. powstawały pierwsze instalacje zbiorcze oraz przepisy dążące do ujednolicenia i obowiązku stosowania instalacji zbiorczych w budynkach wielorodzinnych i użyteczności publicznej.
Wraz z rozwojem telewizji satelitarnej wzrosła liczba anten telewizji satelitarnej montowanych na elewacji budynków. Anteny satelitarne stały się elementem wyglądu blokowisk od lat 90 XX w. Spółdzielnie mieszkaniowe zabraniają instalowania anten na elewacji budynków po przeprowadzeniu termomodernizacji.

## Indywidualna instalacja antenowa

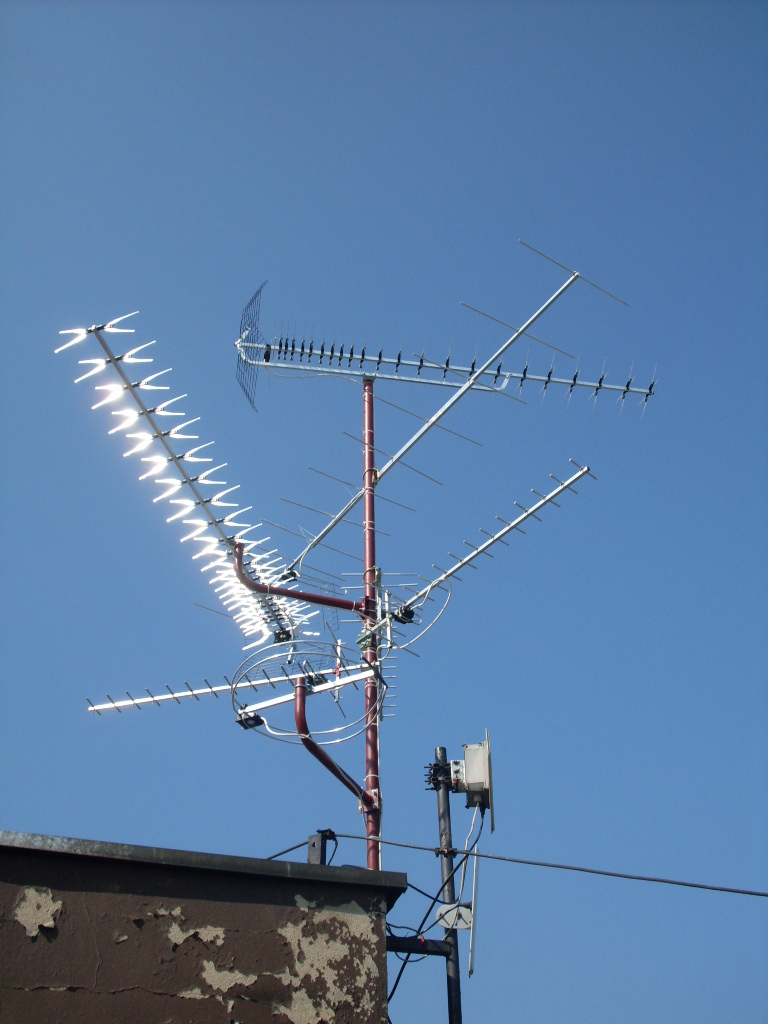
Instalacja antenowa do odbioru radia i telewizji

W przypadku posiadania kilku odbiorników w budynku jednorodzinnym, buduje się instalacje indywidualne oparte na kilku antenach, zwrotnice antenowe i wzmacniacze antenowe. Do tego miejsca instalacja budowana jest identycznie jak w instalacji zbiorczej. Rozprowadzenie sygnału odbywa się za pomocą szerokopasmowych rozdzielaczy do każdego odbiornika.
Ponieważ w Polsce przyjęto zakres III do emisji sygnału telewizyjnego DVB-T i radiofonii cyfrowej DAB+, następuje problem ze zsumowaniem sygnału z dwóch anten oraz rozdzieleniem sygnału na odbiorniki radiowe (FM/DAB) i telewizyjne. W przypadku instalacji indywidualnych, problem można rozwiązać poprzez wykonanie osobnego okablowania dla sygnału telewizyjnego i radiowego.
Korzystanie z kilku odbiorników telewizji satelitarnej możliwe jest przy zastosowaniu konwertera z dwoma lub czterema wyjściami LNB. Konwerter w technologii Unicable umożliwia rozprowadzenie sygnału do większej liczby odbiorników zgodnych z tym standardem w sieci opartej na jednym przewodzie z wykorzystaniem rozdzielaczy.

## Instalacja systemu AZART

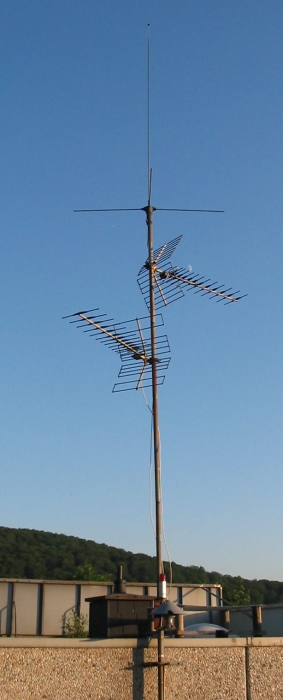
Antenowa instalacja zbiorcza, Niemcy

AZART, czyli Abonencki Zestaw Anten Radiowo-Telewizyjnych lub Abonencka Zbiorcza Antena Radiowo-Telewizyjna, to system opracowany pod koniec lat 60 XX w. przez Gdańskie Zakłady Teletechniczne (TELKOM-TELMOR).
AZART zdobył dużą popularność i był silnie rozwijany pod koniec XX wieku. Na dachu budynku montowano instalację antenową do odbioru programów TVP1 i TVP2 (później regionalnych TVP i prywatnych), nadawanych w paśmie VHF lub UHF, oraz radia UKF z lokalnych nadajników. Sygnał był wzmacniany, w większości przypadków przenoszony na częstotliwości pasma VHF oraz rozprowadzany do gniazd antenowych w mieszkaniach.
Zestaw antenowy składał się z:
- Masztu zakończonego głowicą DSK (anteną na zakres 0.15–26 MHz) z anteną prętową o długości ok. 3 m, zawierającą wewnątrz zwrotnicę dla anteny UKF[4], przez instalatorów często myloną z piorunochronem.
- Anteny dla zakresu UKF (OIRT).
- Anteny dla zakresu I TV.
- Anteny dla zakresu III TV.
- Anteny dla zakresu IV-V TV (od połowy lat 70 XX w.).

Sygnał z anten przechodził przez stację składającą się ze zwrotnic antenowych, wzmacniaczy kanałowych oraz konwerterów (z pasma III na I, w późniejszym okresie z pasma IV-V na III [dawne określenie pasm]) pozwalających na odbiór telewizji przez starsze typy odbiorników. Stąd zsumowany sygnał ze wszystkich anten rozprowadzany był tylko jednym przewodem.
Sieć odbiorcza składała się z przewodu koncentrycznego i szeregowo połączonych gniazd abonenckich, w których znajdował się prosty układ dopasowujący (sprzęgacz oporowy). Abonent podłączał odbiornik telewizyjny za pośrednictwem tzw. sznura telewizyjnego (symetryzatora 75 Ω do 300 Ω) i odbiornik radiowy za pośrednictwem tzw. sznura radiowego (będącego zwrotnicą dla sygnałów DSK i UKF oraz symetryzatorem). 
W nowszej wersji systemu AZART usunięto układ dopasowujący z gniazd abonenckich i umieszczono zwrotnice w specjalnych wtykach abonenckich, w wyniku czego system charakteryzował się szeregiem wad doprowadzających do nieprawidłowej pracy instalacji.
Po pojawieniu się telewizji kablowych na przełomie lat 80 i 90 XX w., w przypadku wielu instalacji tego typu zaprzestano ich konserwacji. Obecnie są one w złym stanie technicznym lub zostały zlikwidowane. W innych przypadkach sieci AZART zostały podłączone do infrastruktury operatorów kablowych i udostępniono w nich pakiety zawierające kanały, które można odebrać za pomocą telewizji naziemnej.

## Instalacja multiswitchowa

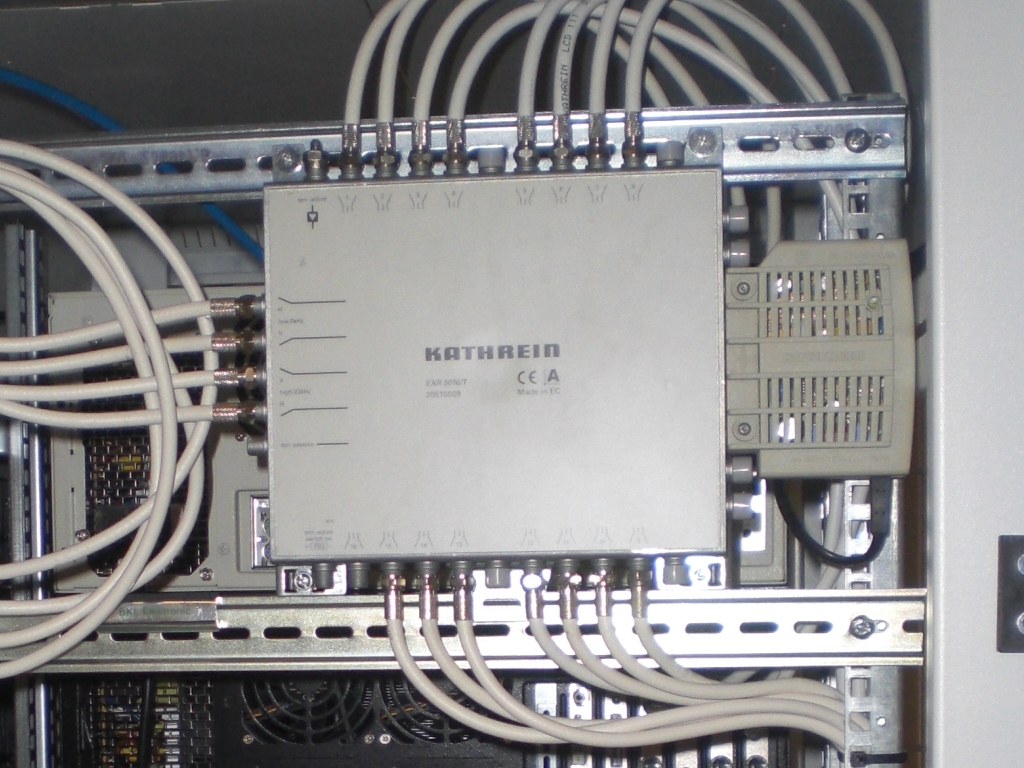
Multiswitch telewizji satelitarnej (odbiór 1 satelity, 15 odbiorców)

Współczesne instalacje zbiorcze buduje się w oparciu o multiswitche, które umożliwiają rozprowadzenie sygnału telewizji satelitarnej. Ponieważ każdy tuner satelitarny wykorzystuje napięcie i sygnał 22 kHz do przełączania polaryzacji i pasma, nie jest możliwe bezpośrednie połączenie dwóch tunerów satelitarnych do jednej anteny satelitarnej. W tym celu stosuje się multiswitch przełączający każdy odbiornik pomiędzy cztery sygnały z anteny satelitarnej, lub pomiędzy osiem sygnałów w instalacji z dwoma antenami satelitarnymi. 
Niewątpliwą zaletą instalacji multiswitchowej jest możliwość rozprowadzania sygnału z anten telewizyjnych i radiowych za pośrednictwem wspólnego przewodu. Rozdzielenie sygnałów R, TV, SAT odbywa się w gnieździe abonenckim. Każde gniazdo abonenckie jest połączone z multiswitchem osobnym przewodem.
Bardziej zaawansowane instalacje zbiorcze mogą być wyposażone w modulatory analogowe i cyfrowe (tzw. stacje czołowe), umożliwiając odbiór dodatkowych programów telewizyjnych lub odbiór przez starsze typy odbiorników telewizyjnych.
Wadą systemu jest wyższy nakład inwestycyjny, stopień skomplikowania oraz koszty związane z eksploatacją i konserwacją. W przeciwieństwie do systemu AZART, obecnie nie przesyła się już sygnałów radiofonii emitowanej na falach długich, średnich i krótkich.